# فرانك فيندلاي
فرانك فيندلاي هو سياسي نيوزيلندي، ولد في 1884 في أبردين في المملكة المتحدة، وتوفي في 31 مارس 1945. انتخب عضو مجلس النواب النيوزيلندي ‏.